# Pacto de Cañuelas
El Pacto de Cañuelas fue un acuerdo firmado el 24 de junio de 1829 entre los generales Juan Lavalle y Juan Manuel de Rosas, con el objetivo de detener la guerra civil que asolaba la provincia de Buenos Aires desde la revolución de diciembre de 1828.

## Antecedentes
La revolución dirigida por el general unitario Juan Lavalle contra el gobernador, coronel Manuel Dorrego, había resultado rápida e incruenta, y el gobernador había huido. Perseguido por las fuerzas de Lavalle, fue derrotado en la batalla de Navarro, y — unos días más tarde — fusilado por orden de su vencedor, que se hizo proclamar gobernador.
Hasta ese momento, la revolución no había tenido problemas, pero el fusilamiento le quitó adhesiones en todos lados: los gauchos del interior de la provincia se levantaron en forma de montoneras; muchos dirigentes de la ciudad de Buenos Aires se pronunciaron en contra de Lavalle; el general José María Paz se llevó una parte importante del ejército en una campaña contra Córdoba; el gobernador de la vecina provincia de Santa Fe, Estanislao López, inició una campaña contra el nuevo gobierno porteño; y el comandante de las milicias de la provincia, Juan Manuel de Rosas, se trasladó con parte de las mismas a Santa Fe.
Lavalle expulsó a sus enemigos de la ciudad, pero no pudo aplastar la rebelión de los gauchos. Avanzó sobre Santa Fe, pero López lo obligó a retroceder y luego lo persiguió hacia la capital. Las fuerzas de López y Rosas alcanzaron a Lavalle en puente de Márquez, derrotándolo.
Desde entonces, Rosas puso sitio a Buenos Aires, impidiéndole a las fuerzas de Lavalle y a la población recibir toda forma de ayuda externa, incluidos alimentos. Cada vez más aislado, y apoyado solamente por una fracción exaltada del partido unitario, Lavalle no veía salida alguna a su posición. Pese a que logró evitar la toma de la ciudad por sus enemigos, no tenía fuerzas suficientes — especialmente de caballería — como para obligar a Rosas a levantar el cerco.

## Las negociaciones
Imprevistamente, una noche, Lavalle partió hacia el cuartel general de Rosas, situado en Cañuelas, acompañado solo por un ayudante. Llegó a la Estancia La Caledonia, residencia de Rosas en el partido de Cañuelas, y se acostó en la cama de su enemigo, a esperarlo. Una leyenda cuenta que una criada de Rosas, enterada del curioso suceso, habría abandonado una lechada con azúcar que estaba cocinando para buscar a Rosas; al regresar varias horas después, descubriría que acababa de inventar accidentalmente el dulce de leche.
A la mañana siguiente, Rosas y Lavalle iniciaron negociaciones para llegar a algún tipo de acuerdo. No lograron acordar nada ese mismo día, pero los comisionados de ambos siguieron encontrándose en los días sucesivos.

## El Pacto
Las bases estipuladas para el Pacto o Convención que finalmente se firmó fueron:
1.º, cesación de hostilidades por ambas partes,
2.º, elección de una Junta de Representantes, votándose solamente en la ciudad capital,
3.º, la Junta elegiría un nuevo gobernador, que no podría ser Lavalle ni Rosas, y
4.º, que ambos ejércitos quedarían bajo el mando del gobernador.
En una segunda parte de la misma Convención, se acordaba que:
1.º, para evitar conflictos electorales, se convendría una lista única de candidatos a Representantes, y
2.º, la elección de gobernador recaería en el general Félix Álzaga, al que se le imponían los nombres de sus ministros, mitad federal y mitad unitarios.

## Fracaso del Pacto
Los unitarios interpretaron este acto de Lavalle como una traición, y si bien se formó la lista de unidad, en la víspera de la elección, presentaron una segunda lista, formada únicamente por unitarios. Dominada la ciudad por las tropas del ejército unitario, la lista rebelde triunfó sin problemas.
Pero Rosas desconoció esa elección, se negó a levantar el sitio y cerró por completo todas las entradas a la ciudad, reiniciando inmediatamente los ataques sobre Buenos Aires.
Lavalle, que se había comprometido personalmente en Cañuelas, y sus colaboradores, que poco después admitieron que habían subestimado a Rosas, iniciaron nuevas negociaciones. El resultado de las mismas sería la Convención de Barracas: se llamaba de regreso a la legislatura que había existido en tiempos de Dorrego y el general Juan José Viamonte asumía el gobierno provisionalmente.
Pocos meses después, Lavalle y sus oficiales se habían exiliado, y Rosas asumía la gobernación.